# Raahe

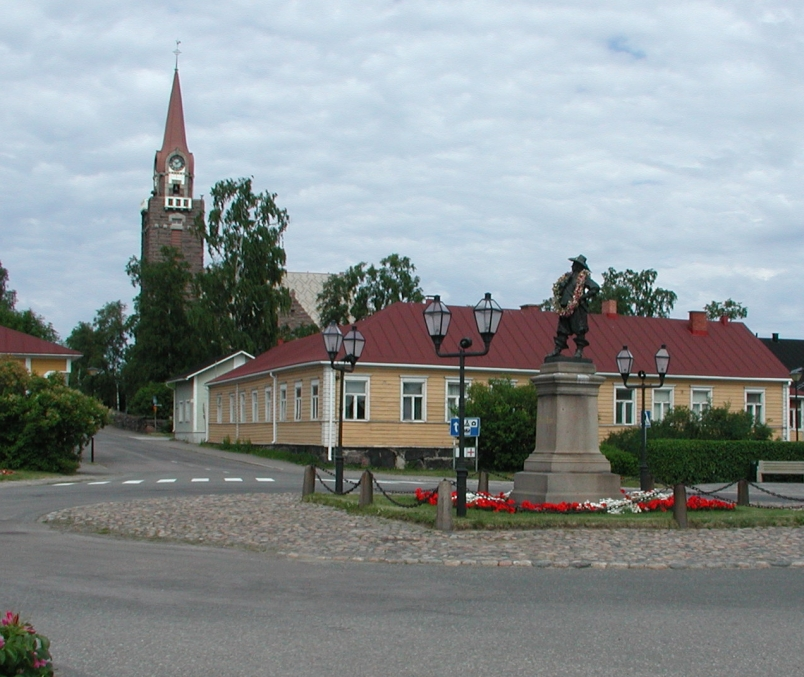
Kostel a pomník v Raahe

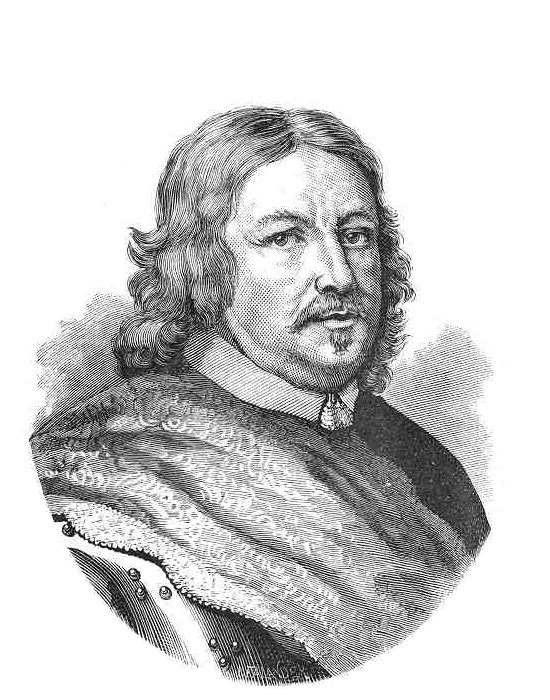
Per Brahe mladší město založil roku 1649.

Raahe (švédsky Brahestad) je město a obec v provincii Severní Pohjanmaa ve Finsku při severozápadním pobřeží Botnického zálivu. V roce 2015 tu žilo 25 165 obyvatel. Celková rozloha města je 1399,12 km², avšak jen 518,9 km² z rozlohy je země. Většinu tvoří moře a malou část vnitrozemské vodní plochy. Hustota zalidnění je 43,31 obyvatel/km².
Město bylo založeno roku 1649 generálním guvernérem hrabětem Perem Brahem mladším. Raahe je jedním z deseti zbylých finských měst s dřevěným centrem města. Po zničujícím ohni roku 1810 bylo město přestavěno tak, aby minimalizovalo možnost dalšího velkého požáru. Raahe bylo založeno jako švédsko a finskojazyčné město, ale v současnosti se zde mluví pouze finsky.

## Partnerská města
- Skellefteå, Švédsko, od roku 1946
- Løgstør, Dánsko, od roku 1946
- Rana, Norsko, od roku 1946
- Čerepovec, Rusko, od roku 1968
- Košice, Slovensko, od roku 1987
- Vårgårga, Švédsko
- Kullamaa, Estonsko